# Fragmentos de amor
Fragmentos de amor es una película dramática de 2016 coproducida entre Colombia y Puerto Rico, dirigida por Fernando Vallejo y protagonizada por Angélica Blandón, José Ángel Bichir, Angélica Aragón, Luis Felipe Cortés y Alfredo de Quesada. La cinta está basada en la novela Fragmentos de amor furtivo del escritor y periodista colombiano Héctor Abad Faciolince.

## Sinopsis
Rodrigo Borrero es un afinador de pianos que fue un brillante compositor musical en el pasado. Rodrigo está enamorado de Susana Mejía, una profesora de natación y escultora. El amor y la pasión que desata Susana en Rodrigo lo inspira nuevamente a componer música, a pesar del oscuro pasado que la escultora guarda.

## Reparto
- Angélica Blandón es Susana.
- José Ángel Bichir es Rodrigo.
- Angélica Aragón es Carmen.
- Alfredo de Quesada es Isaías.
- Laura Alemán es Amalia.
- Luis Felipe Cortés es el pintor.
- Jose Robayo es el ciego.
- Dicaprioel cantante